# KF Bashkimi
KF Bashkimi (în macedoneană ФК Башкими) a fost un club de fotbal care a reprezentat orașul Kumanovo, în competițiile fotbalisitice din Macedonia de Nord. 

## Istoria clubului
Clubul a fost fondat în 1947 și a reprezentat poporul albanez, care locuiește în orașul Kumanovo (cuvântul Bashkimi în albaneză înseamnă 
„unitate”). Dar pentru prima dată în istoria clubului, în sezonul 2002/03, a debutat în prima ligă macedoneană. Au jucat în ligă timp de 5 sezoane. Cu câteva zile înainte de începerea sezonului 2008/09, în ciuda faptului că a rămas în competiție sezonul trecut, clubul a fost desființat din cauza dificultăților financiare uriașe.
Cel mai bun an din istoria clubului a fost sezonul 2004/05, când a terminat pe locul șase în prima ligă a Macedoniei și a obținut cel mai mare succes din istoria sa, câștigând Cupa Macedoniei. Acest lucru le-a permis să reprezinte țara în competiția Cupa UEFA.